# Christian Döring (Lektor)

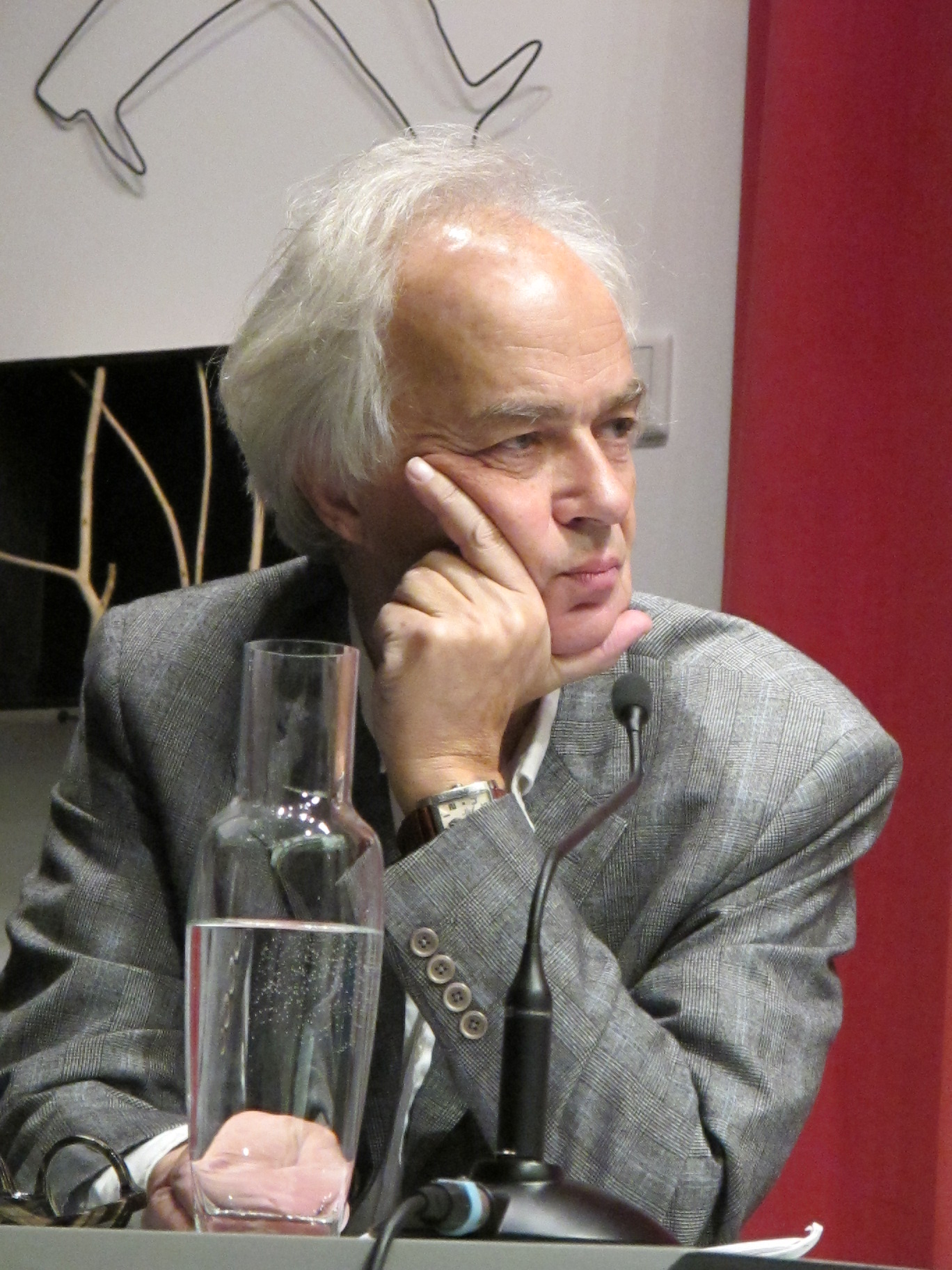
Christian Döring bei der Vorstellung der Preisträger des Leonce-und-Lena-Preises im Lyrik Kabinett in München 2017

Christian Döring (* 1954 in Berlin) ist ein deutscher Verlagslektor, der unter anderem die Programmgestaltung von Verlagen wie dem Suhrkamp Verlag und dem Dumont Verlag entscheidend geprägt hat. Er ist bei diversen Literaturpreisen als Juror tätig. Laut Spiegel ist er eine der „markanten Gestalten der deutschen Buchbranche“.

## Leben und Wirken
Christian Döring studierte in Heidelberg, Frankfurt und Berlin Philosophie. Von 1987 bis 1997 war er Lektor beim Suhrkamp Verlag in Frankfurt am Main, wo er für die deutschsprachige Gegenwartsliteratur zuständig war. Er gab dort unter anderem die anthologischen Bücher „Erste Einsichten. Neueste Prosa aus der Bundesrepublik“ und „Schöne Aussichten. Neue Prosa aus der DDR“ heraus. Der Sammelband „Lesen im Buch“ der Edition Suhrkamp wurden von ihm ebenso ediert wie die beiden Gedicht- und Prosasammlungen der 1980er Jahre „Etwas, das zählt“ und der 1990er Jahre „Aufbruchstimmung“.
In der Folge wechselte er zum Dumont Verlag, wo er bis 2006 Programmleiter für den Bereich Literatur war. Seit 2011 ist er in derselben Funktion für Die Andere Bibliothek tätig. Von 2009 bis 2012 war er als Lektor auch für die Publikationsreihe Münchner Reden zur Poesie des Lyrik Kabinetts mit verantwortlich. Er ist Kuratoriumsmitglied im Lyrik Kabinett.
Viele bekannte Autoren, insbesondere Lyriker, wurden über Jahre hinweg von Christian Döring als Lektor betreut, darunter Thomas Kling, Robert Schindel, Marcel Beyer, Ulrike Draesner, Jan Koneffke, Joachim Sartorius und Kurt Drawert.
Christian Döring widmet sich auch der Autorenfortbildung und bietet Workshops für Autoren an. Er lebt als freier Lektor und Herausgeber in Berlin, Paris und Venedig.

## Jurorentätigkeit (Auswahl)
- Clemens-Brentano-Preis
- Deutscher Buchpreis
- Internationaler Literaturpreis – Haus der Kulturen der Welt
- Leonce-und-Lena-Preis (Vorjury)
- open Mike
- Spycher: Literaturpreis Leuk